# Grand Prix Holandii 1967

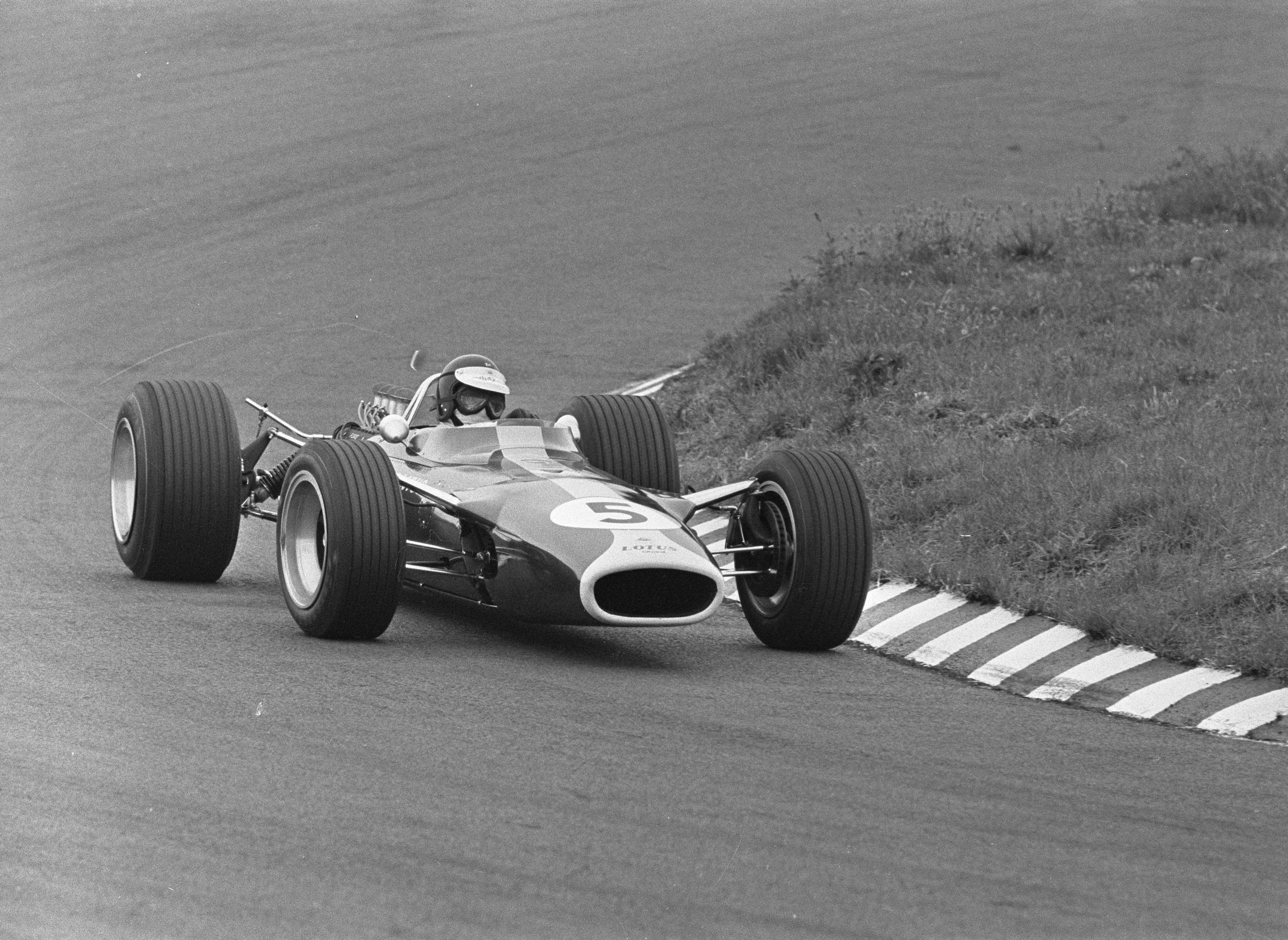
Jim Clark podczas Grand Prix Holandii 1967

Grand Prix Holandii 1967 (oryg. Grote Prijs van Nederland 1967) – trzecia runda Mistrzostw Świata Formuły 1 w sezonie 1967, która odbyła się 4 czerwca 1967, po raz 13. na torze Zandvoort.
15. Grand Prix Holandii, 13. zaliczane do Mistrzostw Świata Formuły 1.

## Klasyfikacja
| Legenda oznaczeń w tabelach wyników Wyświetl szablon na nowej stronie | Legenda oznaczeń w tabelach wyników Wyświetl szablon na nowej stronie                                                                     |
| Oznaczenie                                                            | Wyjaśnienie |
| --------------------------------------------------------------------- | --- |
| Złoty                                                                 | Zwycięzca lub mistrzostwo |
| Srebrny                                                               | 2. miejsce lub wicemistrzostwo |
| Brązowy                                                               | 3. miejsce lub II wicemistrzostwo |
| Zielony                                                               | Ukończył, punktował (w klasyfikacji generalnej, gdy zdobył co najmniej jeden punkt na przestrzeni sezonu, poza trzema powyższymi opcjami) |
| Niebieski                                                             | Ukończył, nie punktował (w klasyfikacji generalnej, gdy nie zdobył co najmniej jednego punktu na przestrzeni sezonu)                      |
| Czerwony                                                              | Nie zakwalifikował się (NZ) |
| Czerwony                                                              | Nie prekwalifikował się (NPK) |
| Różowy                                                                | Nie ukończył (NU) |
| Różowy                                                                | Niesklasyfikowany (NS) (w klasyfikacji generalnej, gdy nie został sklasyfikowany w żadnym wyścigu sezonu)                                 |
| Czarny                                                                | Zdyskwalifikowany (DK) |
| Czarny                                                                | Wykluczony (WYK/EX) |
| Biały                                                                 | Nie wystartował (NW) |
| Biały                                                                 | Kontuzjowany (K/INJ) |
| Biały                                                                 | Wyścig odwołany (OD/C) |
| Bez koloru                                                            | Został wycofany (WYC/WD) |
| Bez koloru                                                            | Nie przybył (NP/DNA) |
| Bez koloru                                                            | Nie brał udziału w treningach (NT/DNP) |
| Bez koloru                                                            | Nie został zgłoszony (–) |
| Pogrubienie                                                           | Start z pole position |
| Kursywa                                                               | Najszybsze okrążenie wyścigu |
| †                                                                     | Nie ukończył, ale jego rezultat został zaliczony ze względu na przejechanie więcej niż 90% dystansu wyścigu.                              |
| *                                                                     | Sezon w trakcie |
| 1/2/3                                                                 | Punktowana pozycja w sprincie kwalifikacyjnym                                                                                             |
| Lista systemów punktacji Formuły 1                                    | |

| Poz | Nr                | Kierowca            | konstruktor     | Okrążenie | Czas/Powód n.u  | Poz. start. | Punkty |
| --- | ----------------- | ------------------- | --------------- | --------- | --------------- | ----------- | ------ |
| 1   | 5                 | Jim Clark           | Lotus-Ford      | 90        | 2:14:45.1       | 8           | 9      |
| 2   | 1                 | Jack Brabham        | Brabham-Repco   | 90        | + 23.6          | 3           | 6      |
| 3   | 2                 | Denny Hulme         | Brabham-Repco   | 90        | + 25.7          | 7           | 4      |
| 4   | 3                 | Chris Amon          | Ferrari         | 90        | + 27.3          | 9           | 3      |
| 5   | 4                 | Mike Parkes         | Ferrari         | 89        | + 1 okr.        | 10          | 2      |
| 6   | 22                | Ludovico Scarfiotti | Ferrari         | 89        | + 1 okr.        | 15          | 1      |
| 7   | 18                | Chris Irwin         | Lotus-BRM       | 88        | + 2 okr.        | 13          |        |
| 8   | 10                | Mike Spence         | BRM             | 87        | + 3 okr.        | 12          |        |
| 9   | 21                | Bob Anderson        | Brabham-Climax  | 86        | + 4 okr.        | 17          |        |
| 10  | 20                | Jo Siffert          | Cooper-Maserati | 83        | + 7 okr.        | 16          |        |
|     | Niesklasyfikowani |                     |                 |           |                 |             |        |
| NS  | 7                 | John Surtees        | Honda           | 73        | przepustnica    | 6           |        |
| NS  | 9                 | Jackie Stewart      | BRM             | 51        | hamulce         | 11          |        |
| NS  | 12                | Jochen Rindt        | Cooper-Maserati | 41        | zawieszenie     | 4           |        |
| NS  | 14                | Pedro Rodríguez     | Cooper-Maserati | 39        | skrzynia biegów | 5           |        |
| NS  | 6                 | Graham Hill         | Lotus-Ford      | 11        | silnik          | 1           |        |
| NS  | 15                | Dan Gurney          | Eagle-Weslake   | 8         | wtrysk          | 2           |        |
| NS  | 26                | Bruce McLaren       | McLaren         | 1         | wypadek         | -           |        |